# Дизеринг
Дизеринг, дитеринг (англ. dither от среднеанглийского didderen — дрожать) — при обработке цифровых сигналов представляет собой подмешивание в первичный сигнал псевдослучайного шума со специально подобранным спектром. Применяется при обработке цифрового звука, видео и графической информации для уменьшения негативного эффекта от квантования.

## Цифровой звук
Дизеринг при квантовании или понижении разрядности цифрового звука предотвращает корреляцию шума квантования с квантуемым сигналом. Такая корреляция приводит к появлению в сигнале нелинейных искажений и амплитудной модуляции шума квантования, то есть «грязному» звучанию. Добавление шума дизеринга к сигналу приводит к устранению корреляции шума квантования с исходным сигналом. В результате дизеринга шум квантования больше не содержит нелинейных искажений, становится ровным (стационарным) и, вследствие этого, менее заметным на слух. Мощность шума квантования при этом возрастает. Воспринимаемую громкость шума квантования можно уменьшить, применяя дизеринг совместно с нойз-шейпингом
В качестве шума дизеринга наиболее часто используется белый шум с треугольным распределением амплитуд (TPDF) между −1 и +1 LSB (шаг квантования).
Дизеринг применяется, например, для записи компакт-дисков, когда цифровой звук высокого разрешения (24 бита) снижается до разрядности CD (16 бит) в процессе мастеринга.

## Цифровая фотография и обработка изображений
В компьютерной графике дизеринг используется для создания иллюзии глубины цвета для изображений с относительно небольшим количеством цветов в палитре. Отсутствующие цвета составляются из имеющихся путём их «перемешивания». Например, если необходимо получить отсутствующий в палитре фиолетовый цвет, его можно получить, разместив красные и синие пиксели в шахматном порядке; оранжевый цвет может быть составлен из красных и желтых точек.

Пример получения фиолетового цвета путём расстановки красных и синих пикселей в шахматном порядке.

При оптимизации изображений путём уменьшения количества цветов, применение дизеринга приводит к визуальному улучшению изображения, однако для отдельных сжатых форматов (например, PNG), увеличивает его размер.
На 2008 год в большинстве настольных мониторов на основе TN- (и некоторых *VA) матриц, а также во всех дисплеях ноутбуков используются матрицы с 18-битным цветом (6 бит на каждый RGB-канал), 24-битность эмулируется мерцанием цвета пикселей между их ближайшими цветами в 6-битной разрядности и/или незаметным глазу дизерингом.

### Примеры изображений
Уменьшение количества цветов практически всегда приводит к появлению специфических эффектов. Обычные фотографии могут иметь тысячи и даже миллионы различающихся цветов и оттенков, и преобразование их в индексированный формат с фиксированной палитрой приводит к потере огромного количества информации о цвете.
На качество результирующего изображения влияют множество факторов, но самым значимым можно считать используемую при конвертации палитру. Например, оригинальное изображение (Фото 1) может быть сведено к 256-цветной палитре (к так называемой палитре HTML). В изначальном способе обработки все несоответствующие данной палитре цвета заменяются ближайшим оттенком из палитры, без использования дизеринга. Такой подход позволяет сократить время, необходимое для преобразования, но ощутимо снижает качество результирующего изображения (Фото 2). На этом фото видны большие области сплошного цвета, сильно отличающиеся от оригинала. Также можно заметить большие потери деталей. Проблема потери деталей решается применением дизеринга по алгоритму Флойда — Стейнберга (Фото 3). Дизеринг минимизирует потери деталей и существенно улучшает общее восприятие изображения без увеличения количества используемых цветов.
Одним из недостатков фиксированной палитры является то, что множества необходимых цветов могут отсутствовать, а некоторые цвета наоборот, могут быть не использованы в данном изображении. К примеру, палитры содержащие большое количество оттенков зелёного непригодны для преобразования изображений, в которых практически нет зелёного цвета. В таких случаях более правильным будет использование «оптимизированной» палитры. Такие палитры составляются отдельно для каждого изображения во время преобразования на основании информации о частоте употребления в оригинальном изображении того или иного оттенка. Такой способ преобразования дает результат, наиболее близкий к оригиналу (Фото 4).
Не менее важным фактором является количество используемых в палитре цветов. Например, если ввести ограничение на 16 цветов в палитре, то даже с оптимизированными палитрами в изображении присутствуют области сплошного цвета (Фото 5). Использование дизеринга помогает скрыть эти артефакты (Фото 6).

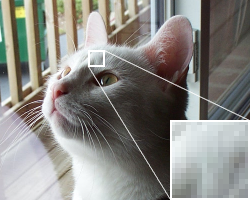
Фото 1. Оригинальное изображение.
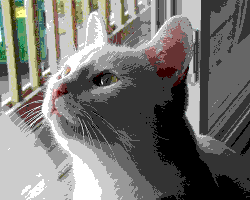
Фото 2. Оригинальное изображение, преобразованное с использованием палитры "цвета HTML". Заметны области со сплошным цветом и общая потеря деталей.
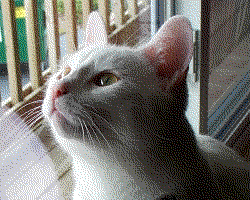
Фото 3. Оригинальное изображение, преобразованное с использованием палитры "цвета HTML" и дизеринга по алгоритму Флойда — Стейнберга. Несмотря на ту же самую палитру, это изображение имеет больше деталей.
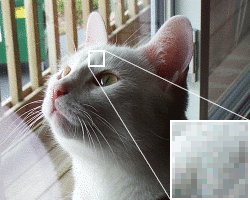
Фото 4. Результат преобразования с использованием 256-цветовой оптимизированной палитры и дизеринга. Использование оптимизированной палитры вместо фиксированной позволяет создать изображение, более приближенное к оригиналу.
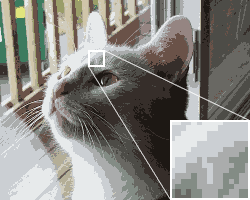
Фото 5. Изображение с оптимизированной палитрой в 16 цветов, без дизеринга. Цвета выглядят блеклыми. Также имеются области сплошного цвета.
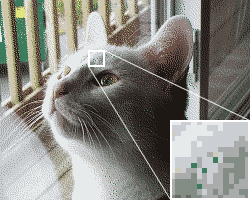
Фото 6. Это изображение также использует 16-цветовую палитру, но дизеринг позволяет передать больше деталей и устраняет артефакты.